# Codrin Țapu

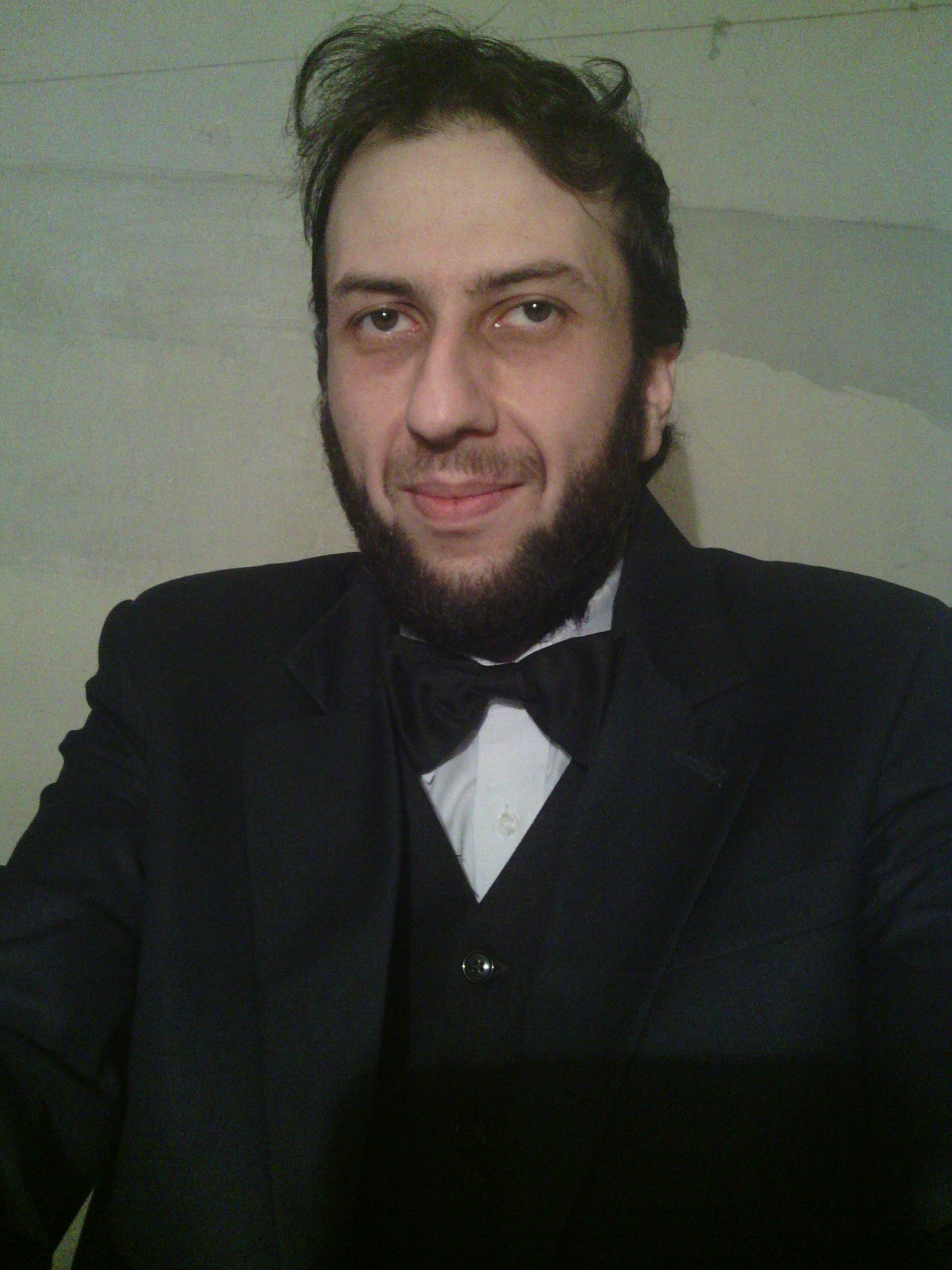

Codrin Ștefan Țapu este un psiholog, universitar și autor român care a elaborat o abordare umanist-sistemică a personalității.

## Contribuții
Modelul umanist-sistemic (sau "ipostatic") descrie o persoană ca având mai multe "fețe" (în sensul pozitiv al expresiei). Modelul afirmă că o persoană se poate comporta și apărea altora în multiple și diverse moduri, în funcție de felul în care persoana este, dar, de asemenea, după cum o percep alții, cu toate aspectele sale stabile, permanente, precum și cele ce țin de stadiul dezvotării, de starea de constiință în care se află la un moment dat, în contextul bagajului său biologic și a influențelor ambientale ce acționează asupra sa. Modelul susține că oamenii nu sunt unilaterali și puternic conturați, precum unele personaje literare, ci sunt "un pic din toate". De exemplu, cineva poate fi astăzi rău, iar mâine poate fi bun. Persoana cea mai lașă poate deveni cel mai mare erou, în cazul în care este chemată pentru a salva viața cuiva, iar cel care "taie în carne vie" poate leșina atunci când vede sânge. Toate acestea sunt "părți" sau aspecte ale unei persoane și ele trebuie cunoscute pentru a fi schimbate în bine.
Potrivit modelului umanist-sistemic, personalitatea umană se prezintă în patru ipostaze: dimensiunea cognitivă, legată de imagini și noțiuni (homo sapiens), dimensiunea verbală (homo loquens), ipostaza motivațional-afectivă (homo potens) și aspectul pragmatic, psihomotor (homo faber). Activitățile umane iau naștere din interacțiunea „cuplurilor” acestor forțe psihice. Astfel, dimensiunea cognitivă, împreuna cu cea verbală, generează activitățile cognitive, dimensiunea verbală și cea pragmatică dau naștere activităților practice, aspectul cognitiv și cel motivațional creează activitățile afective, motivația împreună cu dimensiunea pragmatică generează acțiunile expresive. Reglajul psihic este asigurat de verb (homo loquens) împreună cu motivația (homo potens), iar orientarea perceptiv-motorie - de homo sapiens (cogniția) împreună cu homo faber (praxisul).

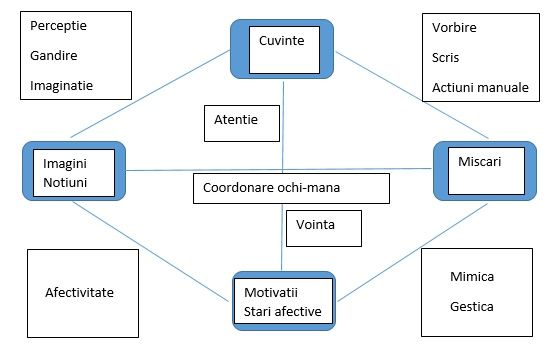
Modelul psihicului uman

Conform modelului, care servește pentru cercetarea, predarea și practica psihologiei, conținuturile de bază ale vieții psihice sunt deci imaginile și noțiunile, motivațiile și stările afective, cuvintele, mișcările. Ele se structurează reciproc în cadrul proceselor psihice. Fiecare proces psihic operează cu câte două conținuturi diferite; de exemplu, gândirea operează cu noțiuni și cuvinte, afectivitatea cu imagini și stări afective etc. Psihicul funcționează astfel: imaginile despre lume și sine se formează cu ajutorul cuvintelor pe care le oamenii le învață, care generează noi imagini și noțiuni, prin percepție, gândire si imaginație. Cuvintele se exprimă la exterior sub formă de mișcări prin vorbire și scris și controlează acțiunile manuale. Tot imaginile și noțiunile generează stări afective pozitive sau negative, prin "ciocnirea" cu motivațiile, pe care le satisfac sau nu, în cadrul afectivității. Emoțiile și motivațiile se exprimă la exterior sub formă de mișcări prin mimică și gestică.
Coordonarea mișcărilor, atenția, voința și memoria intervin în tot ceea ce oamenii gândesc, simt și fac. Coordonarea ochi-mană (sau ureche-gură etc.) este controlul mișcărilor prin imaginile pe care oamenii le percep. Atenția este focalizarea activității cu ajutorul cuvintelor, pe bază de motivații. Voința este controlul activității tot prin comenzi verbale și pe baza motivațiilor. Comenzile verbale țin de limbajul intern (vorbirea cu sine însuși: "Vreau să fac/să nu fac asta").
Memoria este fixarea, păstrarea și evocarea imaginilor, noțiunilor, cuvintelor, motivațiilor, stărilor, mișcărilor.
Conștiința este ansamblul percepțiilor, gândurilor, afectivității etc. unei persoane la un moment dat. Inconștientul constă în gândurile, trăirile etc care nu fac parte integrantă din acest ansamblu, dar îl influențează. Este partea ascunsă a minții. De exemplu, cineva poate să se urască fară să își dea seama și   în consecință să își saboteze fără voie acțiunile, iar apoi să se mire că are parte mereu de eșecuri.
Personalitatea este ceea ce e stabil în timp în percepția, gândirea, afectivitatea etc. unui om.
Modelul teoretic a dat naștere unei metodologii de psihoterapie și optimizare umană ce are la bază aceleași „cupluri de forțe”, cuprinzând:
- tehnici cognitiv-verbale (tehnica amprentelor constiinței);
- tehnici cognitiv-pragmatice (autoreportajul și autocomentariul);
- tehnici cognitiv-motivaționale (studiul evaluării);
- tehnici verbal-pragmatice (tehnica lanțurilor operaționale);
- tehnici motivațional-practice (proba libertății umane);
- tehnici verbal-motivaționale (tehnici de forțare a sarcinii);
- tehnici relaționale.[1]

Modelul umanist-sistemic a fost citat într-o serie de studii publicate în literatura psihologică anglosaxonă.
Codrin Țapu este și fondatorul „Center for Advanced Psychology” (Centrul de Psihologie Avansată), SUA, organizație nonguvernamentală ce își propune aplicarea principiilor umanist-sistemice în domeniul interacțiunii om-tehnologie.

## Premii
În anul 2022, Țapu a obținut premiul întâi la Festivalul Internațional al Aforismului de la Tecuci

## Scrieri
- Psihologie operatorie: teorie, evaluare, terapie, Ed. Premier, 2000
- Hypostatic Personality: Psychopathology of Doing and Being Made, Ed. Premier, 2001
- Dicționar de psihologie și psihopatologie: concepte actuale, Ed. Premier, 2003
- Bazele statistice ale psihologiei, Ed. Premier, 2004
- Tratat de psihologie umanistă sistemică: de la diagnostic la statistică, Ed. Premier, 2006
- The Complete Guide To Relational Therapy, CAdPsy, 2011